# برادلي ووكر
برادلي ووكر (بالإنجليزية: Bradley Walker) هو لاعب كرة قدم أمريكية أمريكي، ولد في 14 أكتوبر 1877 في كولومبيا في الولايات المتحدة، وتوفي في 3 فبراير 1951 في ناشفيل في الولايات المتحدة.